# Szeged Vízilabda Egyesület
Szeged Vízilabda Egyesület (kratica: Szegedi VE) mađarski je vaterpolski klub. Sjedište ima u gradu Segedinu.

## Klupski uspjesi
- mađarski kup: 2011., 2012.
- Kup LEN: 2009.
- Superkup LEN: 2009.

## Vanjske poveznice
- Službene stranice  Arhivirana inačica izvorne stranice od 2. svibnja 2010. (Wayback Machine)